# Magliano Sabina
Magliano Sabina és un comune (municipi) de la província de Rieti, a la regió italiana del Laci, situat a uns 50 km al nord de Roma i a uns 30 km a l'oest de Rieti. A 1 de gener de 2019 la seva població era de 3.692 habitants.
Magliano Sabina limita amb els municipis següents: Calvi dell'Umbria, Civita Castellana, Collevecchio, Gallese, Montebuono, Orte i Otricoli .

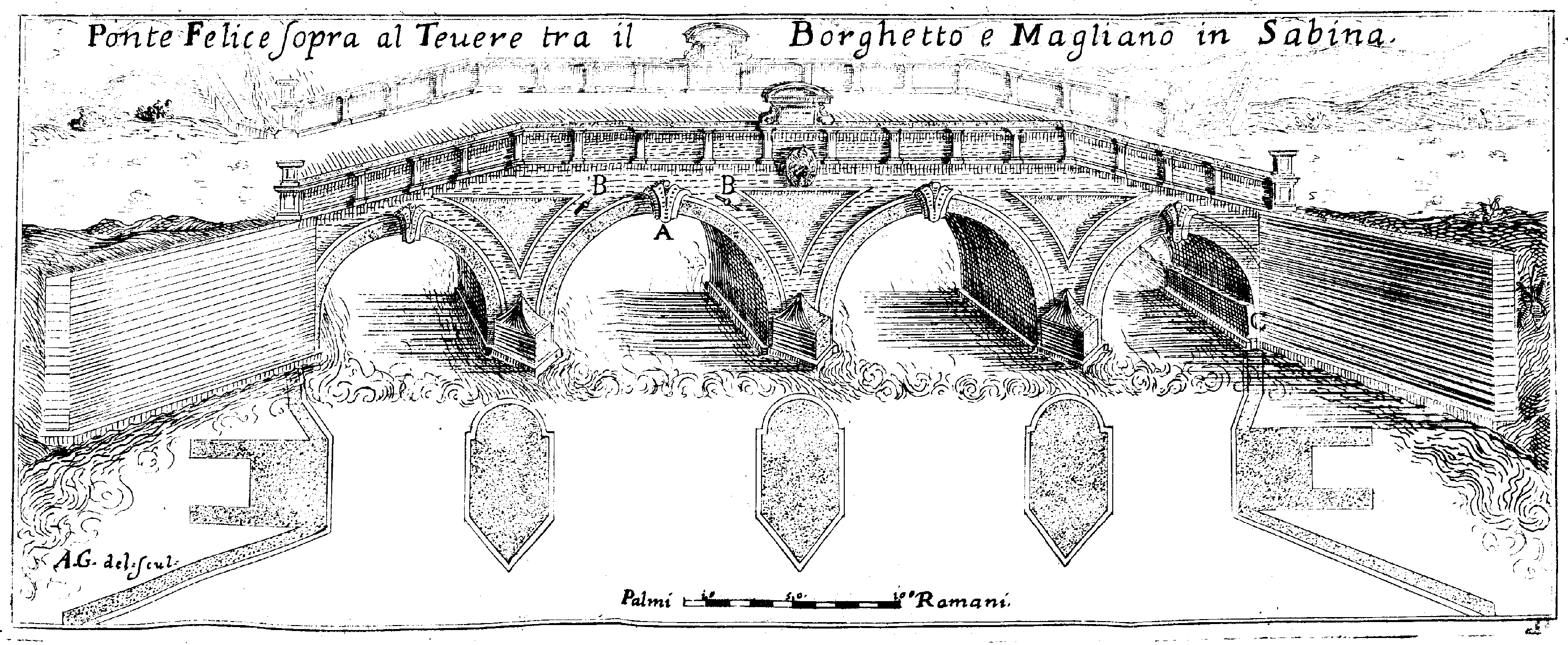
L'antic pont de Felice el 1676

La Catedral de Sabina també es coneix com la Catedral de San Liberatore Bisbe i Màrtir (Vescovo e Martire).